# Leadbetter Point State Park
Leadbetter Point State Park ist ein 4,8 Quadratkilometer großer State Park im US-Bundesstaat Washington. Er liegt an der Nordspitze der Long Beach Peninsula nordwestlich von Oysterville und grenzt direkt an die Willapa Bay. Die Washington State Route 103 endet am Eingang des Parks.
Der Park grenzt direkt an das Willapa National Wildlife Refuge, das die eigentliche Nordspitze der Halbinsel sowie große Teile der Willapa Bay schützt.

## Geologie
Die Sanddünen an der Nordspitze der Halbinsel verlagern sich ständig durch den Wechsel von Wind, Meeresströmungen und Gezeiten.

## Flora und Fauna
Der State Park ist zusammen mit dem angrenzenden Willapa National Wildlife Refuge besonders im Frühling und Herbst ein wichtiger Rastplatz für Zugvögel. Zehntausende von Meeresvögeln bevölkern dann die Wattflächen und Salzwiesen. Biologen zählen allein bei Leadbetter Point über 100 Vogelarten wie Braunpelikane, Weißkopf-Seeadler, Silberreiher, Seeregenpfeifer, Wiesenstrandläufer oder Huttonvireos. Die Dünen sind teilweise mit einem Wald aus Küsten-Kiefern und dichtem Unterwuchs aus Shallon-Scheinbeeren und Bärentrauben bewachsen, im Landesinneren dominieren Sitka-Fichten den Wald. Der Wald ist Lebensraum für Säugetiere wie Wapitis, Schwarzbären und Waschbären.

## Touristische Nutzung
Es gibt vier insgesamt 18 Kilometer lange Wanderwege. Camping ist verboten. Während der Brutzeit des Seeregenpfeifers von März bis September ist ein Teil des Parks nicht öffentlich zugänglich.